# Malayepipona nigricans
Malayepipona nigricans (лат.) — вид одиночных ос рода Malayepipona (Eumeninae).

## Распространение
Китай, Yunnan Province, Shuangjiang County.

## Описание
Мелкие осы (длина около 1 см). Основная окраска чёрная с красновато-коричневыми отметинами. Этот вид легко отличить от всех других представителей рода Malayepipona по следующему сочетанию признаков: проподеум с парой относительно тупых зубцов позади заднеспинки, короче чем у Malayepipona clypeata, голова и мезосома в основном с красновато-коричневыми отметинами, первый тергит Т1, за исключением апикальной полосы, чёрный, а крылья темно-коричневые. Чёрные, со следующими красновато-коричневыми частями: наличник, жвалы, кроме чёрных зубцов, скапус, кроме чёрного апикального края, педицель вентрально, узкая полоса по внутреннему краю глаза, идущая от основания лба к нижнему окулярному синусу, длинное пятно на щеке, переднеспинки за исключением боковых краев, скутеллюм, заднеспинка, постеродорсальное пятно мезоплевры, перевязки на бёдрах дорсально, передние голени снизу, апикальные перевязи на тергитах Т1 — Т2; тегула и паратегула темно-коричневые; крылья темно-коричневые, а мкаргинальная ячейка переднего крыла с тёмным верхушечным пятном. Нижнечелюстные щупики 6-члениковые, а нижнегубные состоят из 4 сегментов (формула 6,4).

## Таксономия и этимология
Таксон был впервые описан в 2021 году китайскими энтомологами Yue Bai, Bin Chen, Ting-Jing Li (Chongqing Normal University, Чунцин, Китай). Видовое название происходит от латинского слова nigricans (чёрный), относящихся к соответствующему признаку (заметное тёмное пятно на вершине маргинальной ячейки переднего крыла).